# Nissan Wingroad
La Nissan Wingroad est un break fabriqué par le constructeur japonais Nissan principalement étudié pour le marché nippon.
Le Wingroad n'est diffusé ni en Europe ni aux États-Unis.

## Première génération (1996 - 1999)
Le premier Wingroad au Japon sort en mai 1996. Il s'agit en fait du break Sunny lancé fin 1990 et rebadgé.
Il compte cinq places mais dispose d'une version utilitaire à deux places, appelée AD, qui peut alors recevoir un diesel, type motorisation à l'époque encore parfois proposée au Japon.

## Deuxième génération (1999 - 2005)
La deuxième génération de Wingroad est cette fois un modèle à part entière. C'est exclusivement un break, qui partage à nouveau sa plate-forme avec la famille Almera en Europe et avec la Bluebird Sylphy au Japon.
Trois moteurs essence sont proposés sur le Wingroad cinq places, le 1,8 litre étant uniquement livré avec les quatre roues motrices.
Comme précédemment, la version utilitaire s'appelle AD.

## Troisième génération (2005 - 2018)
Lancé en même temps que la deuxième génération de Bluebird Sylphy au Japon, en décembre 2005, le Wingroad troisième édition affiche un style plus personnel et plus dynamique.
Comme précédemment, il s'agit exclusivement d'un break.
Reconnaissable à ses boucliers noirs et non peints, la version utilitaire à deux places s'appelle toujours AD. Cette variante est également vendue chez Mazda, sous l'appellation Familia Van, et chez Mitsubishi où elle s'appelle alors Lancer Cargo.